# Djurgårdens IF herrfotboll 1917
Djurgårdens IF Fotboll, säsongen 1917. Denna säsong tog Djurgården sitt tredje SM-guld efter finalseger mot lokalkonkurrenten AIK FF.

## Mästartrupp
Mästarlaget: Frithiof Rudén, Melcher Johansson (Säwensten), Einar Hemming, Bertil Nordenskjöld, Ragnar Wicksell, Karl Gustafsson, Gottfrid Johansson, Einar Olsson, David Englund, Sten Söderberg och Henry Fredberg.

## Matcher
| Omgång            | Datum              | Motståndare    | H/B | Resultat | Målskyttar                             | Domare                | Publik | Arena              |
| ----------------- | ------------------ | -------------- | --- | -------- | -------------------------------------- | --------------------- | ------ | ------------------ |
| Kvalomgång 1      | Lördag 30 juni     | IF Swithiod    | H   | 5-0      | ?                                      | ?                     | ?      | ?, Stockholm       |
| Slutomgång        | Tisdag 14 augusti  | Mariebergs IK  | H   | 3-2      | ?                                      | ?                     | ?      | ?, Stockholm       |
| Kvartsfinal       | Söndag 2 september | Sandvikens AIK | B   | 6-1      | ?                                      | ?                     | ?      | ?, Sandviken       |
| Semifinal         | Söndag 21 oktober  | IFK Göteborg   | H   | 0-0      |                                        | ?                     | ?      | ?, Stockholm       |
| Semifinal, omspel | Söndag 4 november  | IFK Göteborg   | B   | 2-1      | ?                                      | ?                     | ?      | ?, Göteborg        |
| Final             | Söndag 11 november | AIK FF         | H   | 3-1      | Englund 45', Johansson 78', Olsson 85' | Erik Alstam, Göteborg | 7 256  | Stockholms Stadion |